# Cailloma pumida
Cailloma pumida là một loài Trichoptera trong họ Hydrobiosidae. Chúng phân bố ở vùng Tân nhiệt đới.
- Tư liệu liên quan tới Cailloma pumida tại Wikimedia Commons